# Binomická rovnice
Binomickou rovnicí nazýváme rovnici ve tvaru {\displaystyle x^{n}-a=0} s komplexní neznámou x, číslo a je také komplexní číslo. Exponent neznámé x je přirozené číslo. Jde o typ rovnic, které se řeší na Gaussově rovině komplexních čísel, tedy i řešením jsou komplexní čísla.

## Řešení binomické rovnice
Řešení binomické rovnice lze najít zkoumáním goniometrického tvaru komplexního čísla. Mějme rovnici v základním tvaru, přičemž obě strany lze přepsat jako komplexní čísla v goniometrické tvaru

{\displaystyle \left|x^{n}\right|\left(\cos n\varphi +{\text{i}}\sin n\varphi \right)=|a|\left(\cos \omega +{\text{i}}\sin \omega \right)\,;\;x,a\in \mathbb {C} ,n\in \mathbb {N} }
Úhel {\displaystyle \omega } komplexní číslo {\displaystyle a} s kladnou osou x. Odtud lze porovnáváním stran odvodit řešení. Porovnáním absolutních hodnot je absolutní hodnota neznámé {\displaystyle x}

{\displaystyle |x|={\sqrt[{n}]{|a|}}}
Porovnáním úhlů a odvozením řešení je

{\displaystyle {\begin{array}{rcl}\cos n\varphi &=&\cos \omega \\n\varphi &=&\omega +2k\pi \\\varphi &=&{\dfrac {\omega +2k\pi }{n}}\end{array}}}

### Diskuse
V tomto kroku je zapotřebí rozebrat diskusi vzhledem k úhlu {\displaystyle \omega }. Pokud je číslo {\displaystyle a} kladné reálné, poté uvažujeme úhel {\displaystyle \omega =0}. Naopak, když je {\displaystyle a} reálné záporné, uvažujeme úhel {\displaystyle \omega =\pi }. Pokud uvažujeme, že {\displaystyle a} má svoji reálnou i imaginární složku, tedy je komplexní, úhel se nedá obecně vyjádřit. Po této diskusi lze psát řešení:

### Řešení
Binomická rovnice má celkem {\displaystyle n} řešení. Při jejich hledání se za koeficient {\displaystyle k} dosazují postupně hodnoty množiny {\displaystyle \{0;1;\cdots ;n-1\}}. Tato řešení vytvoří v komplexní rovině jakési vrcholy pravidelného {\displaystyle n}-úhelníka. (Vrcholy takovného {\displaystyle n}-úhelníka pro rovnici {\displaystyle x^{n}-1=0} leží na jednotkové kružnici v Gaussově rovině a navíc všechny tyto {\displaystyle n}-úhelníky mají jeden z vrcholů v bodě {\displaystyle [1;0]}, čili jedno z řešení je vždy {\displaystyle x_{1}=1}.) Samotné řešení je 

1. možnost {\displaystyle \omega =0}

{\displaystyle x_{1,2,\cdots ,n}={\sqrt[{n}]{|a|}}\left[\cos \left({\frac {2k\pi }{n}}\right)+{\text{i}}\sin \left({\frac {2k\pi }{n}}\right)\right]}
2. možnost {\displaystyle \omega =\pi }

{\displaystyle x_{1,2,\cdots ,n}={\sqrt[{n}]{|a|}}\left[\cos \left({\frac {2k\pi +\pi }{n}}\right)+{\text{i}}\sin \left({\frac {2k\pi +\pi }{n}}\right)\right]}
3. možnost neurčitého {\displaystyle \omega } a komplexního {\displaystyle a}

{\displaystyle x_{1,2,\cdots ,n}={\sqrt[{n}]{|a|}}\left[\cos \left({\frac {2k\pi +\omega }{n}}\right)+{\text{i}}\sin \left({\frac {2k\pi +\omega }{n}}\right)\right]}